# 馬利根峰
77°11′S 160°15′E / 77.183°S 160.250°E
馬利根峰（英語：Mulligan Peak），是南極洲的山峰，位於維多利亞地的斯科特海岸，處於羅比森峰以北1.9公里的維萊特山脈北端，由美國南極名稱諮詢委員命名，現時由南極條約體系管理。